# 비행기 모드

비행기 모드 아이콘

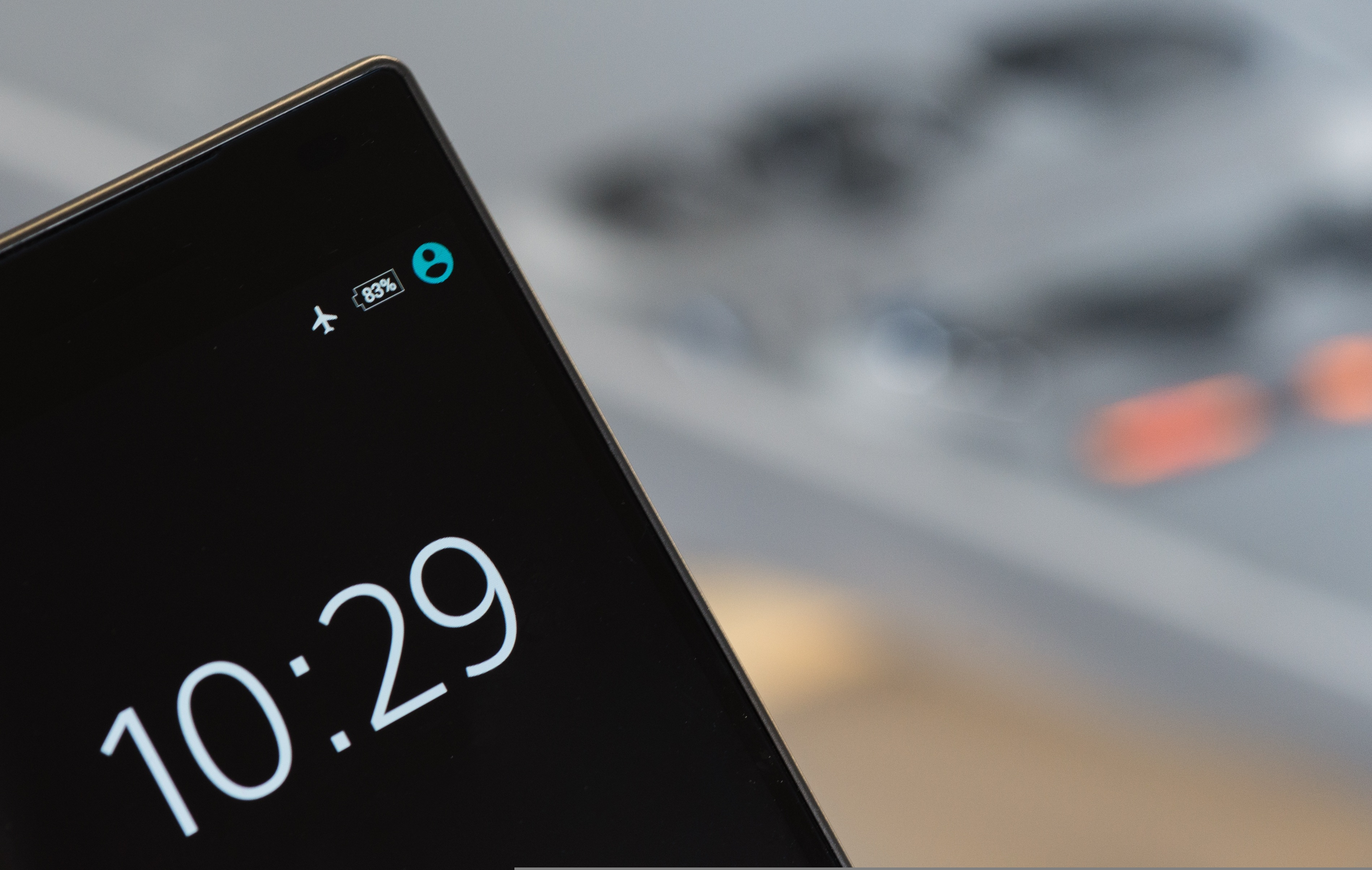
비행기 모드가 켜진 스마트폰

비행기 모드(Airplane mode)는 스마트폰 및 기타 휴대용 장치에서 사용할 수 있는 설정이다. 활성화되면 이 모드는 장치의 무선 주파수(RF) 신호 전송 기술(예: Bluetooth, 전화 통신 및 Wi-Fi)을 일시 중단하고 전자 장치 소프트웨어 작성자가 올바르게 구현한 경우 모든 아날로그 음성 및 디지털 데이터 서비스를 효과적으로 비활성화한다.
대부분의 항공사가 비행 중 RF 신호를 전송하는 장비의 사용을 금지하기 때문에 이 모드라는 이름이 붙여졌다. 일반적으로 비행기 모드에서는 전화를 걸거나 메시지를 보낼 수 없지만 일부 스마트폰에서는 응급 서비스에 전화를 걸 수 있다. 대부분의 장치에서는 이메일 클라이언트 및 기타 모바일 앱을 계속 사용하여 문자나 이메일 메시지를 작성할 수 있다. 비행기 모드가 비활성화되면 나중에 전송할 수 있도록 메시지가 메모리에 저장된다.
Wi-Fi 및 Bluetooth는 항공기 운영자가 허용하는 대로 장치가 의사 비행기 모드에 있는 동안 별도로 활성화할 수 있다. RF 신호 수신(라디오 수신기 및 위성 항법 서비스 등)은 비행기 모드로 인해 제한되지 않을 수 있다. 그러나 전화와 메시지에 응답하지 않더라도 전화와 메시지를 받으려면 송신기와 수신기가 모두 필요하다.
비행기 모드에서는 장치의 송신기가 꺼지므로 이 모드는 전력 소비를 줄이고 배터리 수명을 늘린다.

## 나라별 법적 현황
- 유럽: 2013년 12월 9일, 유럽 항공 안전청은 휴대용 전자 기기(PED)에 대한 지침을 업데이트하여 비행기 모드로 설정된 경우 비행 내내 사용할 수 있도록 허용했다. 2022년 11월 EU는 피코셀을 사용하여 항공기에서 5G 사용을 활성화하여 사용자가 지상에서와 마찬가지로 전화와 메시지를 주고받고 데이터를 사용할 수 있도록 한다는 계획을 발표했다.
- 중국: 2017년 9월 이전에는 비행기 모드에서도 비행 중에는 휴대폰 사용이 허용되지 않았지만 순항 고도에서는 다른 장치를 사용할 수 있다. 2017년 9월 18일, 중국 민간 항공국은 이러한 규정을 완화하여 모든 중국 항공사가 비행기 모드에 있는 동안 비행 내내 휴대용 전자 장치(PED)를 사용할 수 있도록 허용했다.
- 인도: 2014년 4월 23일 민간항공총국(DGCA)은 휴대용 전자 기기의 사용을 금지하고 모든 비행 단계에서 사용을 허용하는 규정을 개정했다.
- 미국: 2013년 10월 개정 검토에서 미국 연방 항공국(FAA)은 "비행기 모드"에서 전자 장치를 사용할 것을 권장했다. 즉, 셀룰러 전화 통신은 비활성화되어야 하며 다음과 같은 경우에는 Wi-Fi를 사용할 수 있다. 통신사가 제공한다. Bluetooth와 같은 단거리 전송은 이를 허용할 수 있는 항공기에서 허용된다. 성명서는 항공기가 이러한 개인 전자 장치의 사용을 허용할 수 있지만 일부 항공기 모델에서는 여전히 사용이 금지될 수 있는 항공기 운영자의 일반적인 관행을 인용한다.

## 같이 보기
- 에어갭 (네트워킹)